# William Henry Perkin den äldre
Sir William Henry Perkin, född 12 mars 1838 i London, död 14 juli 1907, var en engelsk kemist. Han var far till William Henry Perkin den yngre.

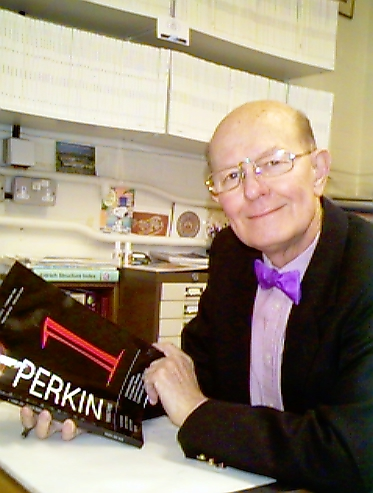
Charles Rees, iförd en fluga färgad med mauvein, visar ett nummer av Perkin Transactions.

Perkin upptäckte 1856 färgämnet mauvein, den första anilinfärgen och det första syntetiska färgämnet som framställdes industriellt, medan han arbetade som assistent hos August Wilhelm von Hofmann vid Royal College of Chemistry (som senare blivit en del av Imperial College London). Han upprättade en "tjärfärgsfabrik" för tillverkning av bland annat mauvein som fick stor användning som textilfärgämne. Perkin ägnade sig från 1873 uteslutande åt den vetenskapliga forskningen. År 1879 tilldelades han Royal Medal, 1889 erhöll han Davymedaljen för sina arbeten i molekylar-kemi och 1906 knightvärdigheten. Sistnämnda år blev han också den förste mottagaren av den efter honom uppkallade Perkinmedaljen. Han var Fellow of the Royal Society. Royal Society of Chemistrys tidskrift för organisk kemi, Perkin Transactions, är uppkallad efter Perkin.